# Sebastian Thormann
Sebastian Thormann (Wermelskirchen, 21 de febrero de 1976) es un deportista alemán que compitió en remo.
Ganó tres medallas en el Campeonato Mundial de Remo entre los años 2001 y 2003. Participó en los Juegos Olímpicos de Atenas 2004, ocupando el séptimo lugar en la prueba de cuatro sin timonel.

## Palmarés internacional
| Campeonato Mundial | Campeonato Mundial | Campeonato Mundial | Campeonato Mundial |
| Año                | Lugar              | Medalla            | Prueba             |
| ------------------ | ------------------ | ------------------ | ------------------ |
| 2001               | Lucerna (Suiza)    | Medalla de plata   | Cuatro sin timonel |
| 2002               | Sevilla (España)   | Medalla de oro     | Cuatro sin timonel |
| 2003               | Milán (Italia)     | Medalla de bronce  | Cuatro sin timonel |